# Cristian Mihai
Cristian Petrișor Mihai (Arad, 23 settembre 2004) è un calciatore rumeno, centrocampista dell'UTA Arad. Dal 1º luglio 2025 sarà un giocatore della Dinamo Bucarest.

## Carriera

### Club
Cresciuto nel settore giovanile dell'UTA Arad, nel 2022 è stato ceduto in prestito al Progresul Pecica, dove ha trascorso una stagione in terza divisione. Rientrato nell'estate del 2023, ha debuttato in prima squadra il 14 luglio nell'incontro di pima divisione rumena pareggiato 1-1 contro l'Oțelul Galați; in breve tempo si è imposto come titolare nel centrocampo del club biancorosso ed il 14 dicembre 2024 ha segnato il suo primo gol con questa maglia, sempre contro l'Oțelul.
Il 22 maggio 2025 è stato acquistato a titolo definitivo per la stagione 2025-2026dalla Dinamo Bucarest, altro club della prima divisione rumena.

### Nazionale
Ha giocato con le nazionali giovanili rumene Under-20 ed Under-21.

## Statistiche

### Presenze e reti nei club
Statistiche aggiornate al 7 giugno 2025.
| Stagione        | Squadra          | Campionato      | Campionato | Campionato | Coppe nazionali | Coppe nazionali | Coppe nazionali | Coppe continentali | Coppe continentali | Coppe continentali | Altre coppe | Altre coppe | Altre coppe | Totale | Totale | Totale |
| Stagione        | Squadra          | Comp            | Pres       | Reti       | Comp            | Pres            | Reti            | Comp               | Pres               | Reti               | Comp        | Pres        | Reti        | Pres   | Reti   |        |
| --------------- | ---------------- | --------------- | ---------- | ---------- | --------------- | --------------- | --------------- | ------------------ | ------------------ | ------------------ | ----------- | ----------- | ----------- | ------ | ------ | ------ |
| 2022-2023       | Progresul Pecica | L3              | ?          | ?          | CR              | 0               | 0               | -                  | -                  | -                  | -           | -           | -           | ?      | ?      |        |
| 2023-2024       | UTA Arad         | L1              | 36         | 0          | CR              | 1               | 0               | -                  | -                  | -                  | -           | -           | -           | 37     | 0      |        |
| 2024-2025       | UTA Arad         | L1              | 29         | 1          | CR              | 1               | 0               | -                  | -                  | -                  | -           | -           | -           | 30     | 1      |        |
| 2025-2026       | Dinamo Bucarest  | L1              | -          | -          | CR              | -               | -               | -                  | -                  | -                  | -           | -           | -           | -      | -      |        |
| Totale carriera | Totale carriera  | Totale carriera | 65+        | 1+         |                 | 2               | 0               |                    | -                  | -                  |             | -           | -           | 67+    | 1+     |        |